# Punishment Park
Punishment Park és un fals documental estatunidenc de 1971 escrit i dirigit per Peter Watkins. Tracta d'un equip de filmació anglès i alemany occidental que segueix soldats i policies de la Guàrdia Nacional dels Estats Units mentre persegueixen membres d'un grup contracultural a través del desert.

## Argument
El 1970 la Guerra del Vietnam s'escalfa i el president Richard Nixon acaba de decidir una campanya secreta de bombardeig a Cambodja. Davant d'un creixent moviment contra la guerra, el president Nixon decreta l'estat d'emergència basat en la McCarran Internal Security Act de 1950, que autoritza les autoritats federals a detenir persones considerades com un «risc per a la seguretat interior».
Membres del moviment contra la guerra, el moviment afroamericà pels drets civils i el moviment feminista, així com objectors de consciència i membres del Partit Comunista dels Estats Units d'Amèrica, majoritàriament estudiants universitaris, són detinguts i s'enfronten a un tribunal d'urgència format per membres de la comunitat. Amb les presons estatals i federals plenes, els condemnats tenen l'opció de passar la seva condemna completa a la presó o bé tres dies a Punishment Park, on hauran de recórrer 53 milles del calent desert de Califòrnia en tres dies, sense aigua ni menjar, mentre són perseguits per guàrdies nacionals i agents de l'ordre com a part del seu entrenament de camp. Si ho aconsegueixen i arriben a la bandera estatunidenca al final del curs, seran alliberats. Si fracassen en ser «arrestats», compliran la resta de la seva condemna a la presó federal.
Els cineastes europeus segueixen dos grups de detinguts com a part del seu documental. Mentre que el Grup 637 comença el seu calvari de tres dies i aprèn les regles del «joc», el tribunal civil comença les audiències sobre el Grup 638. Els cineastes realitzen entrevistes amb membres del Grup 637 i els seus perseguidors, documentant com cada bàndol es torna cada cop més hostil cap a l'altre. Mentrestant, l'equip de filmació documenta el judici del Grup 638 mentre argumenten endebades el seu cas per a oposar-se a la Guerra del Vietnam. El primer grup es subdivideix en un grup que es nega a acceptar les regles del joc i intenta resistir-s'hi amb violència, i un altre grup de pacifistes que corre cap a la meta. Tots els violents són assassinats. Quan els pacifistes s'acosten a la bandera es troben amb un grup de policies esperant-los en una emboscada i s'adonen que no hi ha manera de guanyar a Punishment Park ja que el sistema el controla de principi a fi.

## Producció
La pel·lícula és un exemple d'ucronia i de psicodrama. Va ser rodada a l'estil del documental observacional amb càmeres de mà. Watkins va augmentar el realisme utilitzant actors aficionats, improvisació i tècniques de filmació de telenotícies, així com el control sobre el muntatge per a garantir la participació del públic i el retrat de la seva visió personal.
Inicialment Watkins tenia un guió detallat, però com en les seves altres pel·lícules, va decidir que el repartiment improvisés a partir de les seves pròpies reaccions instintives mentre seguia un esquema aproximat de seqüències elaborades pel director. Punishment Park va ser la primera vegada que Watkins va donar al seu repartiment un control gairebé complet sobre els diàlegs. En una ocasió els participants es van identificar tant amb la situació que les víctimes van llençar pedres als perseguidors, a la qual cosa aquests van respondre amb foc. El pànic de l'equip de filmació en creure que els actors caiguts havien estat afusellats de veritat, va ser genuí.
Encara que la pel·lícula en si és de ficció, molts dels elements coincideixen amb esdeveniments socials i polítics reals de l'època, com el judici dels Chicago Seven, la massacre de la Universitat Estatal de Kent del 4 de maig de 1970 en què la Guàrdia Nacional va assassinar quatre estudiants i en va ferir nou més, la brutalitat policial i la polarització política.
Punishment Park es va rodar en 16 mm amb un equip de filmació de vuit persones i només una càmera. El conjunt era extremadament mínim, utilitzant només una tenda de campanya dins d'una tenda més gran per a les escenes interiors. La resta es va rodar al llac Mirage Dry del desert de Mojave. El rodatge va durar dues setmanes i mitja. La qualitat del noticiari de la pel·lícula es va millorar mitjançant la dessaturació del color de la imatge mitjançant l'ús de filtres de difusió Harrison. El cost total de producció va ser de només 95.000 dòlars, comptant la transferència de 16 mm a 35 mm.

## Acollida
Una de les intencions de Peter Watkins per a la pel·lícula era provocar respostes emocionals i intel·lectuals, i poques persones van tenir reaccions imparcials al visionar la pel·lícula. Com va preveure Watkins, aquest fet va produir debats després de les projeccions similars als debats que tenen lloc a la pel·lícula. Hi va haver també reaccions extremadament desfavorables, en gran part a causa de la seva forma poc convencional o perquè es va interpretar com una acusació contra els Estats Units d'Amèrica. Alguns fins i tot van afirmar que la pel·lícula expressa una «filosofia comunista». No obstant això, algunes persones es va indignar pel fet que un director anglès fes una pel·lícula sobre problemes polítics estatunidencs en temps de crisi. La pel·lícula va ser atacada quan es va estrenar al Festival de Cinema de Nova York el 1971 i els estudis de Hollywood es van negar a distribuir-la.
Malgrat la polèmica en el moment de la seva estrena, la pel·lícula ha rebut una revaloració crítica positiva en els anys posteriors. El 2005, The Guardian va escriure que «vint-i-cinc anys després, el malson distòpic de Peter Watkins encara és present, imaginant-se hippies i radicals torturats per un esport quasi judicial de la Guàrdia Nacional».